# Museo Leoncavallo (Brissago)
Il Museo Ruggero Leoncavallo (o Ruggiero Leoncavallo o semplicemente Museo Leoncavallo) è un museo creato nel 2002 a Brissago nel Cantone Ticino in Svizzera e dedicato al compositore Ruggero Leoncavallo (1857-1919) che visse in questo comune sul Lago Maggiore e dove si trovano le sue spoglie.

## Storia
Il museo nasce su iniziativa della Fondazione Ruggero Leoncavallo – che è stato creata nel 1999 dalla baronessa Hildegarde von Münchhausen – e dal comune di Brissago che dal 1996 dedica al compositore un festival musicale. Il museo è sostenuto dall'Associazione Amici sostenitori del Museo Leoncavallo creata nel 2013.
Il museo è dedicato a Ruggero Leoncavallo che ha vissuto a Brissago 10 anni della sua vita tra il 1904 e il 1914 e che poi ha terminato i suoi giorni in Toscana. Purtroppo la villa fatta costruire a Brissago nel 1903 da Ruggero Leoncavallo dall'architetto Ferdinando Bernasconi con il nome di Villa Myriam è stata demolita nel 1978.
Il museo crea un gemellaggio nel 2007 con il comune di Montalto Uffugo in Provincia di Cosenza, dove verrà creato nel 2010 un altro museo dedicato a Ruggero Leoncavallo.

## Sede e collezione
Il museo ha sede nel Palazzo Branca Baccalà, un edificio barocco di proprietà del comune di Brissago. Il palazzo è collocato in via Pioda 5 ed è stato restaurato dall’architetto Livio Vacchini. Costruito nel Settecento e successivamente modificato e ampliato presenta un prospetto aperto davanti al lago, una loggia centrale e una serie di figure allegoriche.
Il museo presenta una completa biografia del musicista, ritratti e fotografie. Vi sono conservate le composizioni delle sue principali opere e operette, ovvero «I Pagliacci», «I Medici», «La Bohème», con edizioni che sono considerate rarissime. Vi è inoltre una ricostruzione della sala da studio del compositore con il suo mobilio originale e il pianoforte Erard Paris del 1841 che apparteneva al compositore e che è stato restaurato per 30 000 CHF a Udine ed è usato per concerti. Il visitatore è accolto nel museo dalle musiche del compositore napoletano, fotografie e caricature e può vedere oggetti personali, quali spille, cravatte, gli occhiali e il portafoglio del maestro.
Il fondo archivistico di Ruggero Leoncavallo che conserva la documentazione del maestro è invece custodito presso la Biblioteca regionale di Locarno; il fondo è stato acquistato nel 1988 dal Cantone Ticino per 1,2 milioni CHF e proviene del maestro Graziano Mandozzi amico d’infanzia di Giuseppe Buffi che all'epoca dell'acquisto era capo del dipartimento d’istruzione del cantone Ticino.